# Виробництво кави в Китаї
Сучасне вирощування кави в Китаї почалося в 1988 році. У 2016 і 2017 роках Китай входив до 20 найкращих світових виробників кави. Походженням дев'яносто восьми відсотків кави, вирощеної в Китаї, є провінція Юньнань.

## Історія
Французькі місіонери привезли каву в провінцію Юньнань в кінці 19 століття, що ознаменувало появу цієї культури в Китаї. Однак сучасна китайська індустрія вирощування кави розпочалася у 1988 році, коли китайський уряд, Світовий банк і Програма розвитку ООН спільно ініціювали програму впровадження вирощування кави в регіоні.
Внутрішнє споживання кави в Китаї зросло паралельно зі збільшенням внутрішнього виробництва кави; з 2006 по 2017 рік споживання кави в Китаї щорічно зростало в середньому на 22 %.
Білі комірці є основною категорією споживання кави. Згідно з опитуванням, на них припадає близько 30 % від загальної кількості спожитої кави, що є найбільшою групою споживачів, за ними йшли урядовці, шкільний персонал і люди, які працюють в організаціях, на які припадало 15 %. Частка фрілансерів і кав'ярників близька до частки державних установ.

## Посадка і сорти
Майже вся кава походить із Юньнані, на яку припадає 98 % виробництва. Основними регіонами Юньнані для вирощуваннякави є Баошань, Дехун і Менлянь у Пуері. На сам пуер припадає 60 % загального виробництва в країні. Інші провінції, де вирощують каву, включають Фуцзянь і Хайнань.
Фуцзянь і Хайнань переважно вирощують робусту, тоді як Юньнань вирощує арабіку, з Catimor (гібрид Caturra-Timor).